# Conception Junction (Missouri)
Conception Junction è una città degli Stati Uniti d'America, nella contea di Nodaway, nello Stato del Missouri.

## Geografia fisica
Secondo lo United States Census Bureau, il villaggio ha una superficie totale di 0,80 km².

## Storia
Nel territorio dell'attuale cittadina di Conception Junction, in passato era un incrocio ferroviario tra due linee: Wabash Railroad e la Chicago Great Western Railroad.